# Profound Lake
Profound Lake är en sjö i Antarktis. Den ligger i Sydshetlandsöarna. Argentina, Chile och Storbritannien gör anspråk på området. Profound Lake ligger 2 meter över havet.
I övrigt finns följande vid Profound Lake:
- Jasper Point (en udde)
- Normbach (ett vattendrag)
- Südliche Collinsmoräne (en kulle)
- Uruguay (en sjö)